# Edmund Obiała
Edmund Obiała (ur. 9 lutego 1946 w Niszczewicach, zm. 24 kwietnia 2025) – polski inżynier budownictwa, projektant i budowniczy obiektów sportowych. Pracował m.in. nad stadionem olimpijskim w Sydney, brał także udział w pracach przy nowym stadionie Wembley.

## Życiorys
Ukończył Wyższą Szkołę Inżynierską w Bydgoszczy oraz Politechnikę Poznańską, potem rozpoczął przewód doktorski na Politechnice Wrocławskiej. Wyjechał z Polski do Australii w 1981.
W Australii pracował między innymi przy budowie takich obiektów jak Parramatta Stadium, Sydney Football Stadium (wówczas największy w Australii). W 1994 wygrał konkurs na projekt stadionu, głównej areny planowanych na 2000 Letnich Igrzysk Olimpijskich.
Edmund Obiała w uznaniu swych zasług został mianowany attaché olimpijskim przy Komitecie Organizacyjnym Igrzysk Olimpijskich w Sydney.
W 1999 został dyrektorem naczelnym budowy nowego stadionu Wembley. Po dwóch latach, na skutek problemów organizacyjno-finansowych Obiała porzucił firmę, ale wrócił w 2006, w charakterze doradcy Ministerstwa Sportu i doprowadził budowę do końca w 2007.
Pełnił funkcję głównego koordynatora technicznego ds. projektowania i budowy obiektów olimpijskich na Igrzyska Olimpijskie w 2012 r. w Londynie. Pracował w firmie Laing O'Rourke.
Obiała uprawiał lekkoatletykę (rzut oszczepem), a potem karate w klubie Zawisza Bydgoszcz. Był współorganizatorem pierwszych dwóch mistrzostw Polski w karate rozegranych w Gdańsku i w Łodzi.